# Пуритамські гарячі джерела

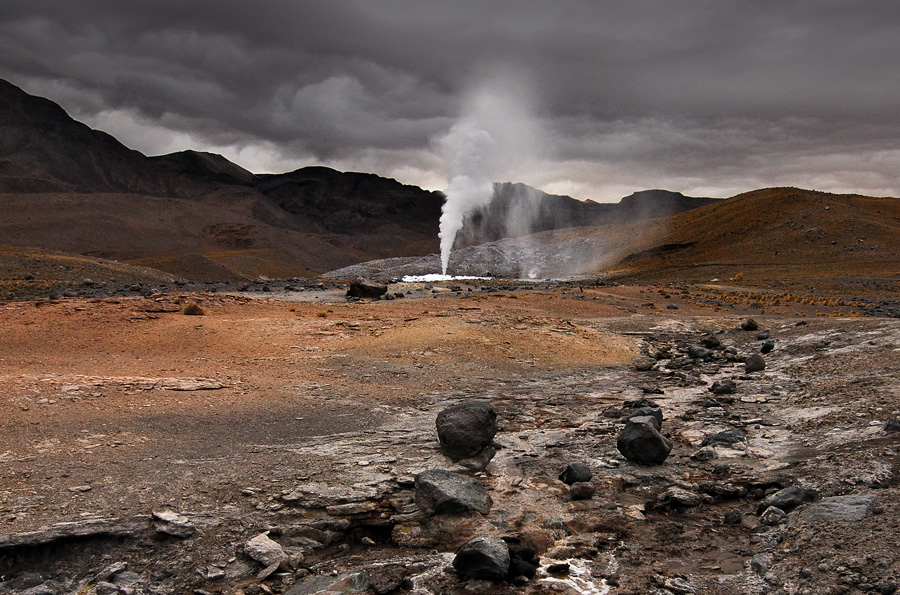
Гейзер Татіо поблизу Пуритами, Чилі.

Пуритамські гарячі джерела (ісп. Termas Baños de Puritama) — серія з восьми великих басейнів геотермальної джерельної води, розташованої на дні каньйону в пустелі Атакама, в регіоні Антофагаста на півночі Чилі. Пуритамські гарячі джерела розташовані на висоті 3475 метрів над рівнем моря, в 30 км на північний схід від міста та комуни Сан-Педро-де-Атакама та 348 км на північний схід від міста Антофагаста, і є популярною туристичною пам'яткою.

## Інтернет-ресурси
- Puritama on www.visitchile.com
- Termas de Puritama
- San Pedro de Atacama on www.thisischile.cl